# Lecabela Quaresma
Lecabela Dias da Fonseca Quaresma (Água Grande, 26 december 1989) is een Santomees-Portugees atlete, die zich heeft toegelegd op de meerkamp en de horden. 

## Loopbaan
Quaresma nam deel aan de Olympische Spelen van 2012 op de 100 m horden. Zij was tevens de vlaggendrager van Sao Tomé en Principe tijdens de openingsceremonie.
Sinds 2014 komt Quaresma uit voor Portugal en dan met name in de zevenkamp (outdoor) en vijfkamp (indoor).

## Persoonlijke records
Outdoor
| Onderdeel          | Prestatie        | Wind (m/s) | Datum           | Plaats             |
| ------------------ | ---------------- | ---------- | --------------- | ------------------ |
| 200 m              | 24,98            | 0,0        | 17 juni 2017    | Kladno             |
| 800 m              | 2.11,03          |            | 18 juni 2017    | Kladno             |
| 100 m horden       | 13,56            | +1,9       | 17 juni 2017    | Kladno             |
| hoogspringen       | 1,80             |            | 17 juni 2017    | Kladno             |
| verspringen        | 6,13             | -0,7       | 5 juli 2015     | Inowrocław         |
| hink-stap-springen | 13,48            | 0,0        | 20 mei 2018     | Grenoble           |
| hink-stap-springen | 13,31 (Sant. NR) | +1,9       | 2 juni 2011     | Bonneuil-sur-Marne |
| kogelstoten        | 14,61            |            | 17 juni 2017    | Kladno             |
| discuswerpen       | 34,10 (Sant. NR) |            | 2 juli 2006     | Seixal             |
| speerwerpen        | 41,10            | 0,0        | 27 april 2018   | Florence           |
| zevenkamp          | 6174             | 0,0        | 17/18 juni 2017 | Kladno             |

Indoor
| Onderdeel          | Prestatie        | Datum            | Plaats   |
| ------------------ | ---------------- | ---------------- | -------- |
| 60 m               | 7,85             | 16 januari 2016  | Lissabon |
| 800 m              | 2.16,49          | 3 maart 2017     | Belgrado |
| 60 m horden        | 8,39             | 28 februari 2016 | Aubière  |
| 60 m horden        | 8,67 (Sant. NR)  | 23 februari 2014 | Pombal   |
| hoogspringen       | 1,78             | 3 maart 2017     | Belgrado |
| verspringen        | 6,06             | 19 februari 2017 | Bordeaux |
| hink-stap-springen | 12,65            | 28 februari 2013 | Lissabon |
| hink-stap-springen | 12,26 (Sant. NR) | 10 januari 2010  | Alpiarça |
| kogelstoten        | 14,29            | 19 februari 2017 | Bordeaux |
| vijfkamp           | 4473             | 19 februari 2017 | Bordeaux |

### Vijfkamp
- 2018: 8e op WK indoor - 4424 punten